# Милош Симовић
Милош Симовић (Београд, 5. јул 1979) је један од завереника у атентату на премијера Србије Зорана Ђинђића. 
Означен је као припадник криминалног Земунског клана.
За учествовање у убиству Зорана Ђинђића, пресудом Окружног суда у Београду, осуђен је, по три основе, на 30 година затвора.
Дана 18. јануара 2008, Симовић је осуђен на 40 година затвора за учествовање у убиствима, отмицама и терористичким делима.
Ухапшен је 10. јуна 2010. године при покушају илегалног улаза у Србију, на граничном прелазу код Моровића.